# Pierre Le Roy de Boiseaumarié
Pour les articles homonymes, voir Le Roy et Pierre Le Roy (homonymie).
Pour les autres membres des familles, voir Pierre Thomas Le Roy de Boisaumarié et Ernest Le Roy de Boisaumarié.
Pierre Gabriel Vincent Ernest Le Roy de Boiseaumarié, dit le baron Le Roy, né le 5 avril 1890 à Gray dans la Haute-Saône et mort le 16 juin 1967 à Châteauneuf-du-Pape, est un vigneron français.
Pilote de chasse durant la Première Guerre mondiale (5 victoires), Le Roy de Boiseaumarié est à l'origine du renouveau des appellations vitivinicoles en France. Il est le cofondateur de l'Institut national des appellations d'origine, dont il occupe la présidence pendant vingt ans, et de l'Académie du vin de France. Il préside aussi aux destinées de l'Office international de la vigne et du vin et est membre correspondant puis titulaire de l'Académie de philatélie.

## Biographie

### Étudiant en droit et révolte des vignerons
Pierre Le Roy de Boiseaumarié est issu d'une famille normande installée à Vendargues. Le 9 juin 1907, lors de la grande manifestation des vignerons languedociens à Montpellier, le bruit ayant couru que l'armée est prête à intervenir, alors qu'il est étudiant en droit et futur avocat, il met le feu à la porte du palais de justice de Montpellier pour empêcher la troupe qui s'est cantonnée à l'intérieur de tirer sur les manifestants.

### Pilote de chasse pendant la Première Guerre mondiale
Il est pilote de chasse durant la guerre de 1914-18. Appelé au 81e régiment d'infanterie, le 10 octobre 1911, il est muté à la 16e section de secrétariat d'état-major puis au 9e régiment d'artillerie. Il devient élève pilote le 21 février 1916 et obtient son brevet militaire le 2 août 1916. Il est affecté comme pilote de l'escadrille N 78 (en) le 19 février 1917 avec le grade de lieutenant puis à l'escadrille SPA 15. Sur ces deux postes, il remporte cinq victoires homologuées. Son héroïsme au combat lui vaut d'être fait chevalier de la légion d'honneur à titre militaire.

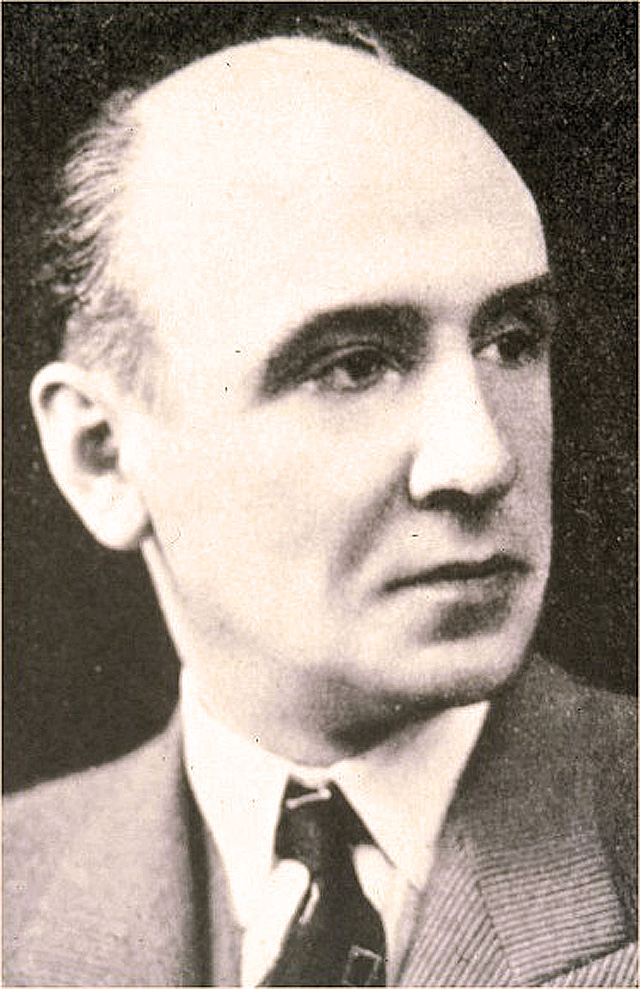
Le baron Le Roy, membre du barreau.

### Mariage Propriétaire à Châteauneuf-du-Pape
En 1919, il épouse Edmée Bernard Le Saint, héritière du Château Fortia – prestigieux domaine de Châteauneuf-du-Pape – qu'il a rencontrée lors de ses études de droit à Montpellier.
Depuis la fin du XIXe siècle, la facilité des transports avait permis des fraudes sur l'origine des vins. Jean-Robert Pitte rappelle dans son ouvrage Le désir du vin. À la conquête du monde que le négoce bordelais et bourguignon n'hésitait pas à venir s'approvisionner à Tain-l'Hermitage et à Châteauneuf-du-Pape. Les vins de ces deux communes leur servaient à donner du corps et de la couleur à quelques petits millésimes. Un Bourguignon, croyant faire plaisir à la propriétaire du château Fortia, future belle-mère du baron, l'aurait complimenté en ces termes « Vous êtes devenus à Châteauneuf notre succursale » ; il se vit répliquer « Vous vous trompez, Monsieur, nous sommes votre maison-mère. »

### Dans les Vaucluse avec les agriculteurs
Renonçant dès lors au barreau, le baron se consacre au domaine viticole. Pierre Charnay explique : 
« Lorsqu'il est arrivé dans le Vaucluse, les viticulteurs de Châteauneuf-du-Pape avaient de graves problèmes : le phylloxéra, la chute de qualité, la tromperie sur la marchandise... certains d'entre eux faisaient venir du raisin du Gard. »
Connaissant la formation de juriste du baron, les viticulteurs de la commune font appel à lui pour remettre de l'ordre dans cette pagaille. Il fait d'abord créer en 1924 le syndicat des vignerons de Châteauneuf-du-Pape, puis, en 1929, le syndicat des Côtes-du-Rhône.
Sur la base d'un procès en justice, il obtient en 1933 un jugement qui définit et délimite l'appellation Châteauneuf-du-Pape. La même année, avec le gastronome Curnonsky, il est à l'initiative de la création de l'Académie du vin de France.

### Fondateur de l'Institut national de l'origine et de la qualité
Son amitié avec Joseph Capus, ancien ministre de l'Agriculture de 1923 à 1925, lui permet de fonder avec lui l'INAO en 1933, dont il devient le président de 1947 à 1967. Son action pour la défense des vins de qualité lui vaut d'être fait officier de la Légion d'Honneur et de devenir président de l'Office international de la vigne et du vin.
Il est également membre du Conseil d'administration de la Coopérative du Syndicat Agricole Vauclusien (groupement d'agrofourniture, future Coopérative Agricole Provence-Languedoc).

### Le philatéliste

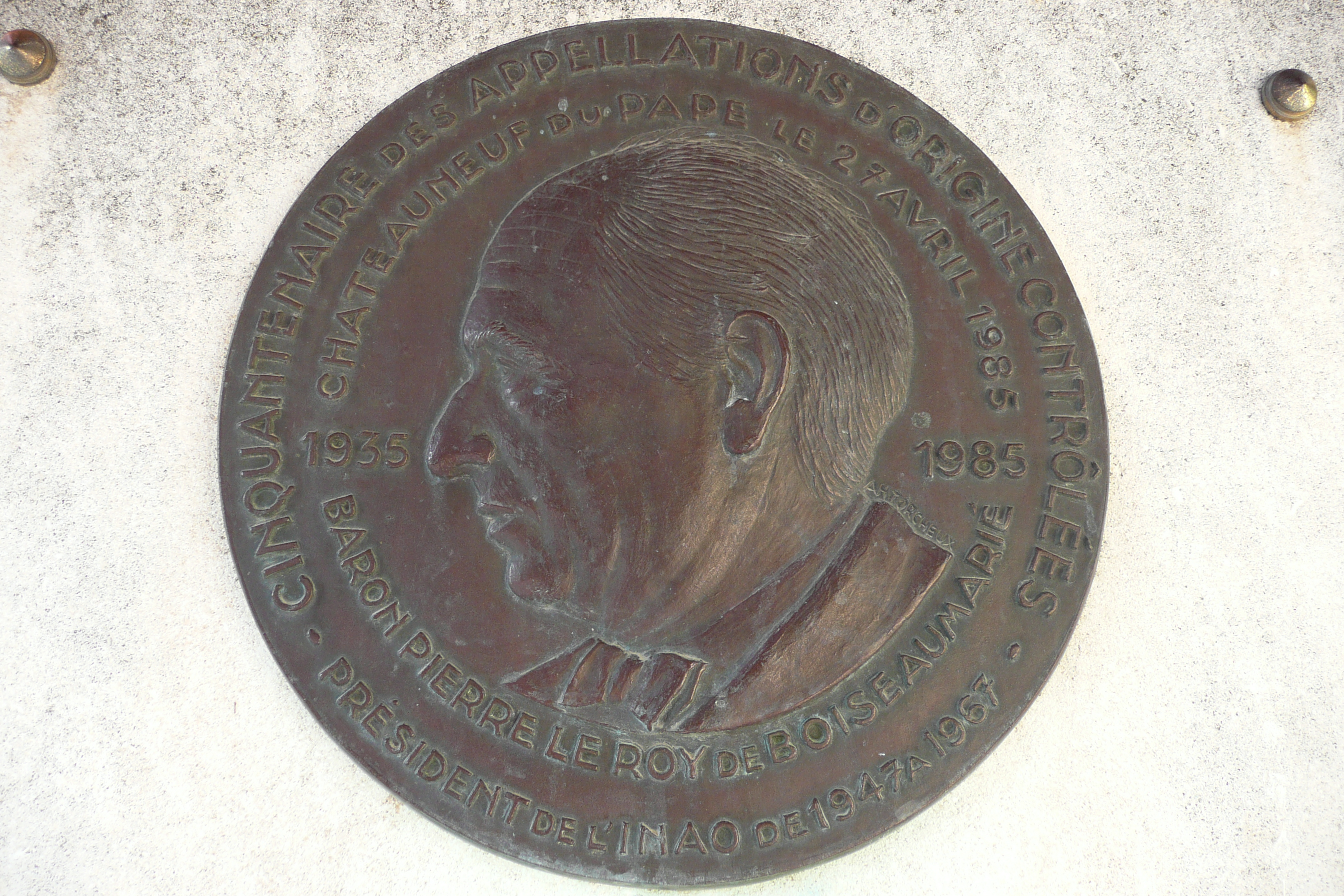
Plaque commémorative du baron Le Roy à Châteauneuf-du-Pape.

Ses activités professionnelles ne l'empêchent pas de s'occuper de ses collections philatéliques : essais de France, timbres pré-oblitérés et timbres-poste d'Amérique du Sud. Ses éminentes connaissances lui valent d'être membre correspondant de l'Académie de philatélie du 11 octobre 1964 au 28 mai 1967 date à laquelle il devient membre titulaire du siège no 12. Il ne siège que quatorze jours puisqu'il meurt le 16 juin 1967 à l'âge de 77 ans. Cet éminent philatéliste est le seul membre de cette Académie à avoir donné son nom à une rue de Paris,. Une station Baron-Le-Roy de la  ligne 3 du tramway d'Île-de-France a ouvert fin 2012.

## Distinctions

### Décorations
- Officier de la Légion d'honneur
- Médaille militaire
- Croix de guerre 1914–1918 à 3 palmes (citation à l'ordre de l'armée)
- Grand-croix de l'ordre du Mérite agricole ( Portugal, 17 septembre 1963)[11]

### Hommages
Plusieurs rues portent son nom : à Paris dans le 12e arrondissement où la rue Baron-Le-Roy a été créée lors de la reconstruction de Bercy, à Pujaut, à Saint-Victor-la-Coste, à Châteauneuf-du-Pape. Une statue à son effigie a été inaugurée en sa présence sur l'une des places de Sainte-Cécile-les-Vignes. Le lycée viticole d'Orange (Vaucluse) a été nommé en son honneur.